# Футурологический конгресс
«Футурологи́ческий конгре́сс» (пол. Kongres futurologiczny) — фантастический роман Станислава Лема, опубликованный в 1971 году. Представляет собой неутешительный прогноз развития человеческого общества в условиях нарастающей социальной конфронтации и стремительного истощения природных ресурсов: правящие круги с помощью химических препаратов погрузили всё человечество в своего рода виртуальную реальность, иллюзорный мир почти полного изобилия и благополучия. Увидеть истинное положение вещей могут лишь единицы и только на короткое время. Настоящая же реальность — полный крах цивилизации.

## Сюжет
Ийон Тихий едет на футурологический конгресс в неблагополучную латиноамериканскую страну Костарикану (пол. Costaricana). На конгрессе обсуждаются самые животрепещущие вопросы футурологии. Одновременно с конгрессом футурологов в том же здании отеля «Хилтон» проходит конференция молодых бунтарей, конгрессы «Ассоциации издателей освобождённой литературы» и «Общества филуменистов», что добавляет неразберихи. В самый разгар конгресса в Костарикане начинаются массовые беспорядки. Власти пытаются их остановить при помощи психотропных средств — бенигнаторов, вызывающих ликование и благодушие. Сначала бенигнаторы вводятся в водопроводную воду, а когда это не даёт ожидаемого эффекта (из-за того, что водопроводную воду мало кто пьёт), власти применяют бумбы — «бомбы умиротворения и благочиния». Это приводит к беспорядкам нового рода: психотропные средства в высокой концентрации преодолевают фильтры полицейских противогазов, в результате чего бунтари и полиция объединяются в экстазе раскаяния и взаимной любви. Тогда армия Костариканы угрожает применить для подавления мятежа обычные бомбы. Тихий вместе с частью футурологов и журналистов надевает изолирующий дыхательный аппарат и укрывается в самом нижнем этаже подвала отеля, у канализационного коллектора. Через некоторое время запас кислорода в дыхательных аппаратах подходит к концу, и спасающимся приходится дышать атмосферным воздухом. Дважды их забирают на поверхность для спасения подоспевшие солдаты армии США, но каждый раз это оказывается галлюцинацией. На третий раз Тихий отказывается покидать подвал и остаётся в одиночестве. Затем его расстреливает из пистолета офицер армии Костариканы, уводящий свой отряд из захваченного мятежниками президентского дворца через канализацию. Однако Тихого спасают, и он приходит в себя в больнице, но отказывается принимать эту реальность, считая её новой галлюцинацией. Лечащий врач называет это новой формой реактивного психоза и признаёт состояние пациента безнадёжным. Тихого замораживают в жидком азоте, чтобы вылечить в будущем, когда появятся необходимые для этого средства.
Тихого размораживают в 2039 году, в «светлом будущем». Там он пытается освоиться и понять новый порядок вещей. Он изучает обновлённый язык, новые порядки, жизнь химиократического общества. Многое его потрясает — возможность воскрешения даже против воли умершего, новое понимание семьи и брака, обучение, наука, внедрение роботов.
Потом он постепенно узнаёт о «масконах» (галлюциногенах нового поколения, создающих виртуальную реальность) и о том, что реальность маскируется и приукрашивается; что существуют различные противоядия от галлюциногенов, соответствующие разным степеням допуска к истине (разным уровням правдивости): Земля гибнет. Потребительский рай, чудеса медицины и управление погодой — только всеобщая галлюцинация. Существуют разные пласты виртуальной реальности — все жители «цивилизованного мира» находятся в максимально благополучной; чтобы перейти на другой уровень реальности, более близкий к правде, требуется химический препарат.
Руководитель фирмы, производящей химические препараты, подозревает Тихого в организации революционного подполья. Во время личной встречи с ним Тихий устраивает драку, завершившуюся падением из окна небоскрёба. Внезапно Тихий падает в канал со сточными водами и оказывается в том самом подвале, где участники конгресса прячутся от бомб. Его замораживание и жизнь в будущем тоже были галлюцинацией.

## Некоторые слова и выражения из языка будущего
- Алгебраин — препарат для изучения математики.
- Бустория — школьный предмет, заменивший историю. Изучают не то, что было, а то, что будет.
- Дворцовать — временно иметь дворец.
- Жирократия — коррупция (от выражения «подмазать», «подмазать жиром»).
- Интерферент — временное гибридное существо, появляющееся при интерференции программ ревидения. После выключения аппарата время их существования доходит до трёх минут.
- Коррумпьютер — робот-взяточник.
- Масконы — вещества, скрывающие действительность.
- Отрезвин — запрещённый препарат, частично нейтрализующий действие масконов.
- Примитивист — недалёкий робот.
- Придурист — робот-симулянт, который не хочет работать.
- Размороженец (мерзлянтроп) — человек, который был много лет назад заморожен, а затем разморожен.
- Ревидение — трёхмерное телевидение.
- Роботряс, роботрутень — робот-лентяй.
- Роботяга — робот-труженик.
- Симулянт — несуществующий объект, который прикидывается существующим.
- Скандалол — препарат для стимуляции скандала.
- Трынтравинил — препарат для успокоения.
- Хамант — робот-хам.
- Цифранин — деревенский робот.
- Чуждак — чужой робот.

## Влияние
- Идеи Лема оказали влияние на более поздние произведения, и не только в литературе. Существует мнение[чьё?], что «Матрица», например, создана в том числе под влиянием «Футурологического конгресса». Впервые идея и проблемы существования виртуальной цивилизации были описаны Лемом в футурологической монографии «Сумма технологии» в 1963 году. То, что впоследствии было заимствовано для создания «Матрицы», Лем называл фантомологией, а устройства по формированию виртуальной реальности — фантомомашинами.
- Проблема виртуальной реальности часто рассматривалась в творчестве Лема; в частности, такая тема присутствует также в рассказе «Ящики профессора Коркорана» в цикле «Из воспоминаний Ийона Тихого».
- Ари Фольман, режиссёр анимационного фильма «Вальс с Баширом», в 2013 году снял фильм «Конгресс» по мотивам романа.